# Paul Milgrom
Paul Robert Milgrom (Detroit, 20 de abril de 1948) é um economista estadunidense. Recebeu o Prêmio Nobel de Economia de 2020, juntamente com Robert B. Wilson, "por melhorias na teoria do leilão e invenções de novos formatos de leilão".
É desde 1987 professor da cátedra Shirley e Leonard Ely de Humanidade e Ciências da Universidade Stanford. Fez contribuições significativas para vários campos da economia. É um especialista em teoria dos jogos, especialmente em leilão e estratégia de preços. Ele publicou quase 100 artigos.

## Campos de pesquisa
A teoria econômica sofreu uma grande mudança no final dos anos 1970 e início dos anos 1980. Embora a teoria do equilíbrio geral de mercados perfeitamente competitivos tenha sido o foco principal da pesquisa teórica até então, vários jovens pesquisadores começaram a lidar com novos conjuntos de problemas usando as ferramentas da moderna teoria dos jogos não cooperativos. Esses pesquisadores perceberam que vários problemas econômicos importantes estavam fora do reino dos mercados perfeitamente competitivos e poderiam ser analisados de forma proveitosa com foco em incentivos e informações. Milgrom foi uma das principais figuras desse novo movimento na teoria econômica.
O novo movimento na teoria econômica proporcionou uma análise mais detalhada de como funciona o mecanismo de mercado. Embora a teoria econômica tradicional não preste atenção ao procedimento detalhado de formação de preços, a teoria do leilão se concentra em como o preço de mercado é formado sob um procedimento claramente especificado, levando em consideração o fato de que os participantes do mercado tem diversas informações privadas. Milgrom fez contribuições fundamentais para a teoria do leilão. Um dos primeiros artigos de Milgrom (1979b) resolveu um problema antigo sobre como os leilões agregam corretamente as informações privadas mantidas pelos licitantes. Milgrom e Robert Weber (1982) fornecem resultados fundamentais quando as avaliações dos licitantes são interdependentes. 
Em trabalho intimamente relacionado aos leilões (Lawrence R. Glosten e Milgrom, 1985), Milgrom deu uma contribuição fundamental à teoria da microestrutura de mercado, que analisa detalhadamente os mecanismos de formação de preços nos mercados financeiros. Na década de 1990, Milgrom deu mais um passo para aplicar a teoria do leilão para resolver problemas práticos importantes, especialmente o leilão de espectro de frequência em 1994. Este foi um grande evento na teoria econômica onde ele atingiu o estágio em que suas aplicações de engenharia para problemas práticos tornaram-se viável. Milgrom é uma das principais figuras nesse aspecto e é um dos fundadores da nova área de pesquisa em design de mercado. Milgrom (2004) publicou uma monografia histórica na área de Market Design.  
Milgrom também mostrou que fatos importantes da Organização Industrial, antes analisados sob premissas ad-hoc, podem ser explicados de forma consistente pela análise teórica dos jogos sob informação assimétrica. Em uma coleção de artigos altamente influentes com John Roberts, ele mostrou que práticas predatórias, preço máximo (cobrando um preço baixo, talvez até abaixo do custo marginal, para desencorajar a entrada) e gastos desnecessários em publicidade aparentemente desinformativa podem ser comportamentos estratégias racionais sob informação assimétrica. Milgrom é um dos pioneiros que reescreveu a teoria da Organização Industrial com base na lógica da moderna teoria dos jogos.
Outra inovação fornecida por Milgrom foi mostrar que as atividades dentro de uma empresa ou organização, que haviam sido amplamente consideradas como assuntos da ciência da administração ou teóricos da organização de outras disciplinas, podiam se prestar à análise matemática formal. Em particular, Milgrom contribuiu para a formação de uma nova área de pesquisa, a Teoria dos Contratos, que fornece uma análise formal dos incentivos, tanto dentro das organizações quanto nos mercados. Milgrom analisou o design ideal de esquemas de incentivos e organizações e mostrou que as práticas comuns na realidade, como o uso da taxa simples por peça, podem ser ótimas sob um conjunto realista de suposições.
Em termos de teoria econômica pura, Milgrom forneceu uma análise fundamental dos "complementos", um conjunto de variáveis que tendem a se mover na mesma direção porque aumentar qualquer uma delas aumenta a recompensa para aumentar as outras, em um cenário muito geral. Milgrom forneceu análises formais de complementaridades estratégicas (complementaridades entre as escolhas de diferentes jogadores em um jogo) e supermodularidade, e chegou a derivar uma série de implicações em vários campos da economia.
Ao receber o Prêmio Nemmers em 2008, o Anúncio Oficial destacou o seguinte:
"O trabalho pioneiro de Milgrom desenvolveu e popularizou novas ferramentas para a análise de informação assimétrica e interação estratégica e, o mais importante, demonstrou a utilidade dessas ferramentas para análise de problemas aplicada", disse Charles Manski, professor e diretor da economia. em Northwestern. O trabalho de Milgrom em leilões ajudou a lançar as bases para uma das mais frutíferas áreas de pesquisa em microeconomia nos últimos 30 anos. Seu trabalho sobre a teoria da empresa foi igualmente influente. Milgrom também fez contribuições importantes para o estudo de como a informação assimétrica pode afetar o comportamento das empresas em mercados oligopolísticos."
A nomeação do júri do Prêmio BBVA escreveu:
   “Seu trabalho em teoria do leilão é provavelmente o mais conhecido. Ele explorou questões de desenho, licitação e resultados de leilões com regras diferentes. Projetou leilões de múltiplos itens complementares, com vistas a aplicações práticas como leilões de espectro de frequências. A pesquisa O Professor Milgrom em Organização Industrial inclui estudos influentes sobre preços limitados, dissuasão de entrada, predação e publicidade. Além disso, Milgrom acrescentou novos insights importantes sobre finanças, particularmente em relação ao comércio especulativo e microestrutura de mercado. O tema comum de suas obras em leilões, estratégias industriais e mercados financeiros é que os atores econômicos inferem de preços e outras informações observáveis sobre os valores de mercado fundamentais. "
"Ele também contribuiu para a teoria dos agentes ao descrever as condições sob as quais os incentivos lineares são ótimos e ao desenvolver um modelo gerenciável de relacionamentos multitarefa entre os agentes. Seu trabalho na teoria e organização do contrato tem sido muito influente na ciência da Por fim, o professor Milgrom contribuiu para a economia matemática e a teoria dos jogos, com estudos sobre reputação e aprendizagem adaptativa."

## Teoria dos jogos
Milgrom fez várias contribuições fundamentais para a teoria dos jogos nas décadas de 1980 e 1990 em tópicos como a análise teórica de jogos de construção de reputação, jogos repetidos, jogos supermodulares e aprendizagem de jogos.

### Formação de reputação
Do ponto de vista da teoria dos jogos, um ponto de partida para a teoria da formação da reputação é o dilema do prisioneiro repetido. No dilema de um prisioneiro padrão, o único equilíbrio é (Desistência, Desistência), que produz um resultado Pareto-ineficiente. Da mesma forma, quando o dilema do prisioneiro é repetido um número fixo de vezes, o atrito em cada período permanece o único resultado de equilíbrio (uma vez que este é o único equilíbrio perfeito que segue a indução para trás, mas a afirmação também é verdade no equilíbrio de Nash simples); Isso parece contraintuitivo, pois os jogadores têm um forte incentivo para cooperar e têm uma ampla gama de estratégias à sua disposição. 
Por exemplo, se um jogador pode se comprometer a jogar uma estratégia tit-for-tat, então seria ótimo para o outro jogador cooperar até os períodos posteriores do jogo, resultando em uma pontuação de Pareto mais alta. Em um artigo influente de 1982 com David M. Kreps, John Roberts e Robert B. Wilson, Milgrom mostrou que se um ou ambos os jogadores têm uma chance muito pequena de se comprometer na mesma moeda, então ambos os jogadores tendem a cooperar tanto quanto possível. últimos períodos. Isso ocorre porque mesmo um jogador não engajado tem um incentivo para "construir uma reputação" por estar engajado na mesma moeda, uma vez que isso faz com que o outro jogador queira cooperar. A publicação "A Gang of Four de Kreps-Milgrom-Roberts-Wilson" lançou todo um ramo da literatura da teoria dos jogos sobre esses "efeitos de reputação".

### Estratégias de distribuição
O artigo de Milgrom de 1985 com Robert J. Weber sobre estratégias de distribuição mostrou a existência geral de equilíbrios para um jogo Bayesiano com jogadores finitos, se os conjuntos de tipos e ações dos jogadores são espaços métricos compactos, os payoffs dos jogadores são funções contínuas dos tipos e ações, e a distribuição conjunta dos tipos de jogadores é absolutamente contínua com respeito ao produto de suas distribuições marginais. Essas suposições básicas sempre são válidas se os conjuntos de tipos e ações forem finitos.

### Jogos repetidos
Milgrom deu uma contribuição fundamental para a teoria dos jogos repetidos. Quando as ações do jogador estão ocultas e sinais ruidosos sobre suas ações são observáveis (ou seja, no caso de supervisão imperfeita), existem duas maneiras gerais de obter eficiência. Uma maneira é transferir pagamentos futuros de um jogador para outro. Esta é uma forma de punir um potencial desviante sem reduzir o total de pagamentos futuros. O resultado do teorema popular clássico sob monitoramento imperfeito; É baseado nesta ideia. O segundo método geral é atrasar a publicação das informações. De acordo com o segundo método, os resultados dos sinais ruidosos são liberados a cada T períodos e, após a publicação das informações, os jogadores "verificam" os sinais dos últimos T períodos e decidem empurrar ou recompensar uns aos outros. Esta é agora amplamente conhecida como a 'estratégia de revisão', e o trabalho de Milgrom com D. Abreu e D. Pearce (Abreu, Milgrom & Pearce, 1991) foi o primeiro a mostrar a eficiência do equilíbrio da estratégia de revisão em os jogos repetidos descontados. É baseado na ideia da estratégia de revisão.

### Jogos supermodulares
A teoria dos jogos supermodulares é um dos desenvolvimentos recentes mais impressionantes e importantes da teoria econômica. Contribuições importantes para essa teoria incluem o trabalho seminal Teorema de Topkis, de Xavier Vives (1990), e o importante artigo de Milgrom e Roberts (1990c).
O impacto e a importância da teoria dos jogos supermodulares vêm de sua amplitude de aplicação, que inclui pesquisa, adoção de tecnologia, contas bancárias, corridas armamentistas, negociações pré-julgamento, competição de Cournot para dois jogadores, A competição N-player de Bertrand, exploração de petróleo e a economia das organizações (Milgrom e Roberts, 1990b).
Existem duas razões básicas pelas quais a teoria dos jogos supermodulares teve um impacto importante e duradouro tanto na economia teórica quanto na aplicada. Em primeiro lugar, a teoria fornece previsões robustas sob suposições comportamentais mínimas. O primeiro resultado central do artigo de Milgrom-Roberts (1990c) (Teorema 5) é que (i) cada jogador tem uma estratégia racionalizável maior e menor (nada óbvio quando as estratégias dos jogadores são multidimensionais) e (ii) o perfil de estratégia em que cada jogador adota sua maior estratégia racionalizável é um equilíbrio de Nash estratégia pura, como o perfil de estratégia em que cada jogador adota sua menor estratégia racionalizável. O que isso significa é que, como conceitos de solução, o equilíbrio de Nash impõe os mesmos "limites" ao comportamento que a racionalidade. (No entanto, o artigo mostra que equilíbrios extremos de Nash também tendem a ter propriedades extremas de bem-estar.)
Em segundo lugar, a teoria gera resultados poderosos de estática de equilíbrio comparativo. Suponha que os payoffs do jogador sejam influenciados por algum parâmetro X e, em particular, que o payoff de cada jogador satisfaça as diferenças crescentes em sua própria estratégia e X. O segundo resultado central do documento (Teorema 6) é que o equilíbrio mais Grandes e menores estão aumentando em si mesmos X. Uma intuição é que um aumento no parâmetro X tem um efeito direto (devido a diferenças crescentes) e um efeito indireto (uma vez que o jogo é supermodular e outros jogam estratégias superiores) que encorajam os jogadores a jogar estratégias superiores.

### Aprendizagem em jogos
Milgrom e John Roberts baseiam-se em seu trabalho em jogos supermodulares para compreender os processos pelos quais os agentes estratégicos alcançam o equilíbrio em um jogo da maneira normal. Em Milgrom e Roberts (1991), eles propuseram dois processos de aprendizagem, cada um com um grau de generalidade de forma a não modelar a aprendizagem, mas sim os processos de aprendizagem. Eles consideraram uma sequência de jogadas ao longo do tempo que, para um jogador n, é denotada por {xn (t)} onde, para cada vez possível, t, xn (t) é uma estratégia pura. Dado isso, uma sequência observada, {xn (t)}, é consistente com a aprendizagem adaptativa se um jogador n escolher apenas estratégias que são quase as melhores respostas a alguma distribuição de probabilidade em relação às estratégias conjuntas de outros jogadores (com probabilidade próxima de zero) atribuídas a estratégias que não foram jogadas por um tempo longo O suficiente). Pelo contrário, {xn (t)}, é consistente com a aprendizagem sofisticada se o jogador, em última análise, escolhe apenas as quase melhores respostas para sua previsão probabilística das escolhas de outros jogadores, onde o suporte dessa distribuição de probabilidade pode incluir não apenas as jogadas anteriores, mas também estratégias que os jogadores poderiam escolher se eles próprios fossem alunos adaptativos ou sofisticados. Portanto, uma sequência consistente com o aprendizado adaptativo também é consistente com o aprendizado sofisticado. O aprendizado sofisticado permite que os jogadores usem as informações de pagamento que são usadas na análise de equilíbrio, mas não impõe o requisito cumprido de expectativas da análise de equilíbrio.
Com essas definições em vigor, Milgrom e Roberts mostraram que, se uma sequência converge para um equilíbrio de Nash ou um equilíbrio correlacionado, então é consistente com o aprendizado adaptativo. Isso deu uma certa generalidade a esses processos. Em seguida, mostraram como esses processos se relacionavam com a eliminação de estratégias dominadas. Isso mostrou ter implicações para a convergência nos jogos de Cournot e Bertrand.

## Finanças e macroeconomia

### Mercados de ações
Milgrom e Nancy Stokey (1982) abordaram uma questão importante sobre por que as pessoas trocam valores e se é possível lucrar com a especulação. O famoso teorema de proibição de negociação apresentado neste artigo provou que, se os traders têm as mesmas crenças anteriores e os motivos de negociação são puramente especulativos, então não deve haver negociação. Isso ocorre porque todos os traders interpretam corretamente as informações refletidas pelos preços de equilíbrio e esperam que outras pessoas negociem racionalmente; Como resultado, um comerciante uniformizado prevê que incorreria em perdas se negociasse com um comerciante informado, portanto, seria melhor não negociar.
"Por que os comerciantes se preocupam em coletar informações se não podem lucrar com isso? Como as informações são refletidas nos preços se os comerciantes informados não negociam ou se eles ignoram suas informações privadas ao fazer inferências?" Essas questões, colocadas no final do artigo por Milgrom e Stokey (1982), foram posteriormente abordadas por Lawrence Glosten e Milgrom (1985). Neste artigo seminal, os autores forneceram um modelo dinâmico do processo de formação de preços nos mercados de ações e uma explicação baseada em informações para o spread entre os preços de compra e venda. Como os comerciantes informados têm melhores informações do que os formadores de mercado, eles incorrem em perdas quando negociam com comerciantes informados. Os formadores de mercado usam o spread bid-ask (uma variação que compara ofertas de compra e venda̞) para recuperar essa perda de negociadores desinformados, que têm motivos privados para negociar, por exemplo, devido às necessidades de liquidez. Este modelo de comércio dinâmico com informações assimétricas tem sido um dos modelos mais robustos na literatura sobre microestrutura de mercado.
A negociação de ações cresceu a uma taxa crescente nas décadas de 1960, 1970 e 1980, levando Milgrom e seus co-autores (Timothy F. Bresnahan, Milgrom e Jonathan Paul 1992) a se perguntar se o rápido aumento no volume de comércio também traria um rápido aumento no comércio. Os operadores desse modelo lucram coletando informações sobre o valor da empresa e negociando suas ações. No entanto, a informação valiosa para tomar uma decisão real sobre a empresa é o valor agregado, e não o valor da empresa. A análise sugere que o aumento da atividade empresarial aumentou os recursos dedicados à busca de renda, sem melhorar as decisões reais de investimento.
Na conferência do Prêmio Nemmers de 2008, Stephen Morris explicou as contribuições de Milgrom para a compreensão dos mercados financeiros, bem como o impacto que tiveram na análise financeira.

### Mercados de trabalho
Em 1987, Milgrom com Sharon Oster examinou imperfeições nos mercados de trabalho. Eles avaliaram a "Hipótese da Invisibilidade", que afirmava que os trabalhadores desfavorecidos tinham dificuldade de sinalizar suas habilidades profissionais para novos empregadores em potencial porque seus empregadores atuais negavam-lhes promoções que aumentariam sua visibilidade. Milgrom e Oster descobriram que, em um equilíbrio competitivo, essa invisibilidade poderia ser lucrativa para as empresas. Isso levou a salários mais baixos para trabalhadores desfavorecidos em cargos de nível inferior, mesmo quando eles tinham a mesma educação e capacidade que seus pares mais favorecidos. Não surpreendentemente, o retorno sobre o investimento em educação e capital humano diminuiu para os grupos desfavorecidos,
Duas décadas depois, Milgrom, em um artigo com Bob Hall (Hall e Milgrom, 2008), contribuiu diretamente para a macroeconomia. Modelos macroeconômicos, incluindo modelos de ciclo de negócios reais, modelos de salários de eficiência e modelos de pesquisa / comparação, há muito lutam para contabilizar a volatilidade observada nas variáveis do mercado de trabalho. Em um artigo influente, Shimer explicou o problema conforme aparece no modelo de busca / correspondência padrão, um importante modelo macroeconômico pelo qual Diamond, Mortensen e Pissarides (DMP) receberam recentemente o Prêmio Nobel. Shimer explicou que, no modelo padrão de DMP, um choque que aumenta o valor do que as empresas vendem, mantendo-se as demais variáveis, aumenta seu incentivo para contratar trabalhadores, aumentando os ganhos por trabalhador. O problema, de acordo com Shimer, é que esse mecanismo aciona um ciclo de feedback negativo que, em última análise, cancela em grande parte o incentivo para as empresas expandirem o emprego. Em particular, à medida que o emprego se expande, as condições gerais do mercado de trabalho começam a melhorar para os trabalhadores, o que os coloca em uma posição mais forte ao negociar salários com os empregadores. Mas, o aumento de salário resultante se resume aos lucros obtidos pelas empresas e, portanto, limita seu incentivo para contratar trabalhadores. O problema é conhecido como "enigma de Shimer". Esse enigma pode ser parafraseado da seguinte maneira: "Que modificação na estrutura do DMP é necessária para alinhá-la com a evidência empírica de que o emprego aumenta dramaticamente durante a expansão do ciclo de negócios?". 
Embora enormes esforços tenham sido feitos, o quebra-cabeça resistiu a uma solução, até o artigo de Milgrom. Milgrom (com Hall) argumentou que a estrutura de negociação usada no modelo padrão DMP não combina bem com a forma como os salários são negociados. Eles argumentam que, quando os trabalhadores e as empresas se sentam para negociar, eles sabem que há muito a ganhar se fizerem um acordo. O departamento de recursos humanos da empresa provavelmente já verificou o funcionário para verificar se ele é adequado. Muito provavelmente, o trabalhador realizou uma verificação preliminar semelhante para verificar se eles poderiam fazer uma contribuição útil para a empresa. Uma consequência disso é que se, durante as negociações, a empresa e o trabalhador não concordarem, é altamente improvável que eles simplesmente se separem. Em vez disso, é mais provável que continuem negociando até chegarem a um acordo. 
Conclui-se que, à medida que fazem propostas e contrapropostas, os pares barganha / trabalhadores estão cientes dos vários custos associados ao atraso e à formulação da contraproposta. Eles não estão tão preocupados com as consequências de um colapso total nas negociações e de ter que retornar ao mercado de trabalho convencional para encontrar outro trabalhador ou emprego. Milgrom enfatiza que, com essa mudança de perspectiva na negociação, o impacto de melhores condições gerais na negociação salarial enfraquece, desde que os custos de atraso e renegociação não sejam muito sensíveis às condições econômicas mais amplas. Em particular, a abordagem fornece uma resolução potencial para o quebra-cabeça de Shimer, um quebra-cabeça que confundiu os macroeconomistas em geral. o impacto de melhores condições gerais sobre a negociação salarial é enfraquecido, desde que os custos do atraso e da renegociação não sejam muito sensíveis às condições econômicas mais amplas. 
Em particular, a abordagem fornece uma resolução potencial para o quebra-cabeça de Shimer, um quebra-cabeça que confundiu os macroeconomistas em geral. O impacto de melhores condições gerais sobre a negociação salarial é enfraquecido, desde que os custos do atraso e da renegociação não sejam muito sensíveis às condições econômicas mais amplas. Em particular, a abordagem fornece uma resolução potencial para o quebra-cabeça de Shimer, um quebra-cabeça que confundiu os macroeconomistas em geral.
O artigo de Milgrom levanta questões importantes do ponto de vista macroeconômico quantitativo e de dados. Milgrom mostrou que a ideia é quantitativamente importante no contexto de um modelo macroeconômico muito simples. Mas os modelos macroeconômicos usados para combinar os dados têm muitas partes móveis, e resta saber se a ideia de Milgrom funciona bem no contexto de tal modelo. De uma perspectiva empírica, o artigo levanta questões sobre como a negociação realmente ocorre na prática. É a abordagem à negociação (uma versão da clássica alternativa de negociação de ofertas proposta por Ariel Rubinstein) é consistente com a maneira como empregadores e trabalhadores realmente interagem? Os custos de atraso e renegociação são de fato insensíveis o suficiente para agregar condições econômicas para que a ideia de Milgrom seja quantitativamente importante? Já existem evidências de que o trabalho de Milgrom irá gerar uma literatura para investigar essas questões. As evidências preliminares fornecidas no artigo de Robert E. Hall e Milgrom fornecem motivos para otimismo de que a contribuição de Milgrom acabará sendo vista como uma contribuição fundamental para a teoria macroeconômica.

## Publicações e artigos
Autores e datas indicam a fonte dos textos citados acima.
- Milgrom, Paul (1979a). The Structure of Information in Competitive Bidding. [S.l.]: New York: Garland Press (Tese de Doutorado)
- Milgrom, Paul (1979b). «A Convergence Theorem for Competitive Bidding with Differential Information». Econometrica. 47 (3): 679–88. JSTOR 1910414. doi:10.2307/1910414
- Milgrom, Paul (1981a). «An Axiomatic Characterization of Common Knowledge» (PDF). Econometrica. 49 (1): 219–222. JSTOR 1911137. doi:10.2307/1911137
- Milgrom, Paul (1981b). «Rational Expectations, Information Acquisition, and Competitive Bidding». Econometrica. 49 (4): 921–943. JSTOR 1912511. doi:10.2307/1912511
- Milgrom, Paul (1981c). «Good News and Bad News: Representation Theorems and Applications». Bell Journal of Economics. 12 (2): 380–91. CiteSeerX 10.1.1.465.6331. JSTOR 3003562. doi:10.2307/3003562
- Milgrom, Paul; Roberts, John (1982). «Limit Pricing and Entry Under Incomplete Information: An Equilibrium Analysis» (PDF). Econometrica. 50 (2): 443–59. JSTOR 1912637. doi:10.2307/1912637
- Milgrom, Paul; Roberts, John Roberts (1982). «Predation, Reputation, and Entry Deterrence» (PDF). Journal of Economic Theory. 27 (2): 280–312. ISSN 0022-0531. doi:10.1016/0022-0531(82)90031-X
- Milgrom, Paul; Stokey, Nancy (1982). «Information, Trade and Common Knowledge» (PDF). Journal of Economic Theory. 26 (1): 17–27. doi:10.1016/0022-0531(82)90046-1
- Milgrom, Paul; Weber, Robert (1982a). «The Value of Information in a Sealed Bid Auction» (PDF). Journal of Mathematical Economics. 10 (1): 105–14. ISSN 0304-4068. doi:10.1016/0304-4068(82)90008-8. hdl:10419/220822
- Milgrom, Paul; Weber, Robert (1982b). «A Theory of Auctions and Competitive Bidding». Econometrica. 50 (5): 1089–1122. CiteSeerX 10.1.1.186.4633. JSTOR 1911865. doi:10.2307/1911865
- Kreps, David; Milgrom, Paul; Roberts, John; Wilson, Robert (1982). «Rational Cooperation in the Finitely‑Repeated Prisoners' Dilemma» (PDF). Journal of Economic Theory. 27 (2): 245‑252. doi:10.1016/0022-0531(82)90029-1
- Engelbrecht-Wiggans, R.; Milgrom, Paul R.; Weber, Robert J. (1983). «Competitive bidding and proprietary information» (PDF). Journal of Mathematical Economics. 11 (2): 161–169. doi:10.1016/0304-4068(83)90034-4
- Milgrom, Paul (1984). «Axelrod's "The Evolution of Cooperation"». The RAND Journal of Economics. 15 (2): 305–309. JSTOR 2555683. doi:10.2307/2555683
- Milgrom, Paul; Weber, Robert (1985). «Distributional Strategies for Games with Incomplete Information» (PDF). Mathematics of Operations Research. 10 (4): 619–32. doi:10.1287/moor.10.4.619. hdl:10419/220788
- Glosten, Larry; Milgrom, Paul (1985). «Bid, Ask and Transactions Prices in a Specialist Market with Insider Trading». Journal of Financial Economics. 14 (1): 71‑100. CiteSeerX 10.1.1.460.947. ISSN 0304-405X. doi:10.1016/0304-405X(85)90044-3
- Milgrom, Paul; Roberts, John (1986a). «Price and Advertising Signals of Product Quality» (PDF). Journal of Political Economy. 94 (4): 796–821. JSTOR 1833203. doi:10.1086/261408
- Milgrom, Paul; Roberts, John (1986b). «Relying on the Information of Interested Parties» (PDF). The RAND Journal of Economics. 17 (1): 18–32. JSTOR 2555625. doi:10.2307/2555625
- Holmstrom, Bengt; Milgrom, Paul (1987). «Aggregation and Linearity in the Provision of Intertemporal Incentives» (PDF). Econometrica. 55 (2): 303–328. JSTOR 1913238. doi:10.2307/1913238
- Milgrom, Paul; Roberts, John (1987). «Informational Asymmetries, Strategic Behavior, and Industrial Organization». The American Economic Review. 77 (2): 184–193. JSTOR 1805448
- Milgrom, Paul; Oster, Sharon (1987). «Job Discrimination, Market Forces and the Invisibility Hypothesis» (PDF). Quarterly Journal of Economics. 102 (3): 453–476. JSTOR 1884213. doi:10.2307/1884213
- Milgrom, Paul; Roberts, John (1988). «An Economic Approach to Influence Activities and Organizational Responses». American Journal of Sociology. 94: S154–S179. JSTOR 2780245. doi:10.1086/228945
- Milgrom, Paul (1988). «Employment Contracts, Influence Activities, and Efficient Organization Design». Journal of Political Economy. 96 (1): 42–60. JSTOR 1830709. doi:10.1086/261523
- Milgrom, Paul and John Roberts (1988). «Communication and Inventories as Substitutes in Organizing Production». Scandinavian Journal of Economics. 90 (3): 275–289. JSTOR 3440309. doi:10.2307/3440309
- Milgrom, Paul (1989). «Auctions and Bidding: A Primer». The Journal of Economic Perspectives. 3 (3): 3–22. JSTOR 1942756. doi:10.1257/jep.3.3.3
- Fudenberg, Drew; Holmstrom, Bengt; Paul Milgrom (1990). «Short-term contracts and long-term agency relationships». Journal of Economic Theory. 51 (1): 154–159. JSTOR 2006561. doi:10.1016/0022-0531(90)90048-O. hdl:1721.1/64269
- Milgrom, Paul; Roberts, John (1990a). «The Efficiency of Equity in Organizational Decision Processes». The American Economic Review. 80 (2): 1–31. ISSN 0022-0531. JSTOR 2006561. doi:10.1016/0022-0531(90)90048-O. hdl:1721.1/64269
- Milgrom, Paul; Roberts, John (1990b). «The Economics of Modern Manufacturing: Technology, Strategy and Organization». American Economic Review. 80 (3): 511–28. JSTOR 2006681
- Milgrom, Paul; Roberts, John (1990c). «Rationalizability, Learning and Equilibrium in Games With Strategic Complementarities». Econometrica. 58 (6): 1255–1278. JSTOR 2938316. doi:10.2307/2938316
- Milgrom, Paul; North, Douglass C.; Weingast, Barry R. (1990). «The role of institutions in the revival of trade: the law merchant, private judges, and the champagne fairs». Economics and Politics. 2 (1): 1–23. CiteSeerX 10.1.1.669.1678. doi:10.1111/j.1468-0343.1990.tb00020.x
- Holmstrom, Bengt; Milgrom, Paul (1991). «Multitask Principal-Agent Analyses: Incentive Contracts, Asset Ownership and Job Design». Journal of Law, Economics, & Organization. 7: 303–328. CiteSeerX 10.1.1.715.3715. JSTOR 764957. doi:10.1093/jleo/7.special_issue.24
- Abreu, D.; Milgrom, Paul; Pearce, David (1991). «Information and Timing in Repeated Partnerships». Econometrica. 59 (6): 1713–1733. CiteSeerX 10.1.1.295.1370. JSTOR 2938286. doi:10.2307/2938286
- Milgrom, Paul; Qian, Yingi; Roberts, John (1991). «Complementarities, Momentum, and the Evolution of Modern Manufacturing». The American Economic Review. 81 (2): 84–88. JSTOR 2006831
- Milgrom, Paul; Roberts, John (1991). «Adaptive and sophisticated learning in normal form games». Games and Economic Behavior. 82 (100): 82–100. ISSN 0899-8256. doi:10.1016/0899-8256(91)90006-Z
- Milgrom, Paul; Roberts, John (1992). Economics, Organization and Management. [S.l.]: Prentice Hall. ISBN 978-0132246507
- Bresnahan, Timothy F.; Milgrom, Paul; Paul, Jonathan (1992). «The Real Output of the Stock Exchange». Output Measurement in the Services Sectors: 195–216
- Meyer, Margaret; Paul Milgrom; Roberts, John (1992). «Organizational Prospects, Influence Costs, and Ownership Changes». Journal of Economics & Management Strategy. 1 (1): 9–35. doi:10.1111/j.1430-9134.1992.00009.x
- Milgrom, Paul (1994). «Comparing Optima: Do Simplifying Assumptions Affect Conclusions?». Journal of Political Economy. 102 (3): 607–615. JSTOR 2138625. doi:10.1086/261948
- Milgrom, Paul; Roberts, John (1994). «Comparing Equilibria». The American Economic Review. 84 (3): 441–459. JSTOR 2118061
- Milgrom, Paul; Shannon, Chris (1994). «Monotone Comparative Statics». Econometrica. 62 (1): 157–180. JSTOR 2951479. doi:10.2307/2951479
- Holmstrom, Bengt; Milgrom, Paul (1994). «The Firm as an Incentive System». The American Economic Review. 84 (4): 972–991. JSTOR 2118041
- Greif, Avner; Milgrom, Paul; Weingast, Barry R. (1994). «Coordination, Commitment, and Enforcement: The Case of the Merchant Guild». Journal of Political Economy. 102 (4): 745–776. JSTOR 2138763. doi:10.1086/261953
- Milgrom, Paul; Roberts, John (1994). «Complementarities and Fit: Strategy, Structure and Organizational Change in Manufacturing». Journal of Accounting and Economics. 19 (2–3): 179–208. ISSN 0165-4101. doi:10.1016/0165-4101(94)00382-f
- Milgrom, Paul; Roberts, John (1995). «The Economics of Modern Manufacturing: Reply». The American Economic Review. 85 (4): 997–999. JSTOR 2118249
- Milgrom, Paul; Roberts, John (1996a). «The LeChatelier Principle». The American Economic Review. 86 (1): 113–128. JSTOR 2118261
- Milgrom, Paul; Roberts, John (1996b). «Coalition-Proofness and Correlation with Arbitrary Communication Possibilities». Games and Economic Behavior. 17 (1): 173–179. doi:10.1006/game.1996.0096
- Milgrom, Paul (1998). «Game theory and the spectrum auctions». European Economic Review. 42 (3–5): 771–778. ISSN 0014-2921. doi:10.1016/S0014-2921(97)00146-3
- Milgrom, Paul (2000). «Putting Auction Theory to Work: The Simulteneous Ascending Auction». Journal of Political Economy. 108 (2): 245–272. CiteSeerX 10.1.1.195.7314. JSTOR 262118. doi:10.1086/262118
- Ausubel, Lawrence M.; Milgrom, Paul (2002). «Ascending Auctions with Package Bidding». The B.E. Journal of Theoretical Economics. 1 (1). CiteSeerX 10.1.1.528.8990. ISSN 1534-5963. doi:10.2202/1534-5963.1019
- Milgrom, Paul; Segal, Ilya (2002). «Envelope Theorems for Arbitrary Choice Sets». Econometrica. 70 (2): 583–601. CiteSeerX 10.1.1.217.4736. JSTOR 2692283. SSRN 312251. doi:10.1111/1468-0262.00296
- Milgrom, Paul (2004). Putting Auction Theory to Work. [S.l.]: Cambridge University Press. ISBN 978-0-521-53672-1
- Hatfield, John W.; Milgrom, Paul (2005). «Matching with Contracts». The American Economic Review. 95 (4): 913–935. JSTOR 4132699. doi:10.1257/0002828054825466
- Ausubel, Lawrence M.; Cramton, Peter; Milgrom, Paul (2006).  Cramton, Peter; Shoham, Yoav; Steinberg, Richard, eds. «The Clock-Proxy Auction: A Practical Combinatorial Auction Design». MIT Press. In Combinatorial Auctions, Edited by Cramton, P., Shoham, Y., and Steinberg, R. ISBN 978-0-2620-3342-8. doi:10.7551/mitpress/9780262033428.001.0001
- Ausubel, Lawrence M.; Milgrom, Paul (2006a).  Cramton, P.; Shoham, Y.; Steinberg, R., eds. «The Lovely but Lonely Vickrey Auction». MIT press. In Combinatorial Auctions: 17–40. CiteSeerX 10.1.1.120.7158. ISBN 9780262033428. doi:10.7551/mitpress/9780262033428.003.0002
- Ausubel, Lawrence M.; Milgrom, Paul (2006b).  Cramton, P.; Shoham, Y.; Steinberg, R., eds. «Ascending Proxy Auctions». In Combinatorial Auctions
- Milgrom, Paul (2007). «Package Auctions and Exchanges». Econometrica. 75 (4): 935–965. JSTOR 4502017. doi:10.1111/j.1468-0262.2007.00778.x
- Milgrom, Paul (2008). «What the Seller Won't Tell You: Persuasion and Disclosure in Markets». Journal of Economic Perspectives. 22 (2): 115–131. JSTOR 27648244. doi:10.1257/jep.22.2.115
- Hall, Robert E.; Milgrom, Paul R. (2008). «The Limited Influence of Unemployment on the Wage Bargain». The American Economic Review. 98 (4): 1653–1674. CiteSeerX 10.1.1.516.6267. JSTOR 29730140. doi:10.1257/aer.98.4.1653
- Day, R.; Milgrom, Paul (2008). «Core-selecting package auctions». International Journal of Game Theory. 36 (3–4): 393–407. CiteSeerX 10.1.1.529.9950. doi:10.1007/s00182-007-0100-7
- Milgrom, Paul (2009). «Assignment Messages and Exchanges». American Economic Journal: Microeconomics. 1 (2): 95–113. CiteSeerX 10.1.1.487.2981. doi:10.1257/mic.1.2.95
- Milgrom, Paul; Bruno Strulovici (2009). «Substitute goods, auctions, and equilibrium». Journal of Economic Theory. 144 (1): 212–247. CiteSeerX 10.1.1.497.9686. doi:10.1016/j.jet.2008.05.002
- Milgrom, Paul (2010). «Ascending Prices and Package Bidding: A Theoretical and Experimental Analysis». American Economic Journal: Microeconomics. 2 (3): 160–185. CiteSeerX 10.1.1.727.4004. doi:10.1257/mic.2.3.160
- Milgrom, Paul (2010). «Simplified mechanisms with an application to sponsored-search auctions». Games and Economic Behavior. 70 (1): 62–70. CiteSeerX 10.1.1.151.6989. SSRN 1022220. doi:10.1016/j.geb.2008.12.003
- Levin, Jonathan; Milgrom, Paul (2010). «Online Advertising: Heterogeneity and Conflation in Market Design». American Economic Review. 100 (2): 603–607. CiteSeerX 10.1.1.727.1750. doi:10.1257/aer.100.2.603
- Milgrom, Paul (2011). «Critical Issues in the Practice of Market Design». Economic Inquiry. 49 (2): 311–320. doi:10.1111/j.1465-7295.2010.00357.x
- Budish, E.; Che, Y.-K.; Kojima, F.; Milgrom, Paul (2013). «Designing Random Allocation Mechanisms: Theory and Applications». American Economic Review. 103 (2): 585–623. CiteSeerX 10.1.1.649.5582. doi:10.1257/aer.103.2.585